# Polyneoptera
O grupo Polyneoptera é um dos principais grupos de insetos alados, compreendendo os Orthoptera (gafanhotos, grilos, etc.) e todos os outros insetos Neópteros. Eles foram anteriormente agrupados com Palaeoptera e Paraneoptera, como Hemimetabola (ou Exopterygota) com base no fato possuírem metamorfose incompleta, as asas desenvolvendo-se gradualmente externamente ao longo dos estágios ninfais. Muitos membros do grupo têm asas anteriores coriáceas ( tegmina ) e asas posteriores com campo anal alargado (vannus).

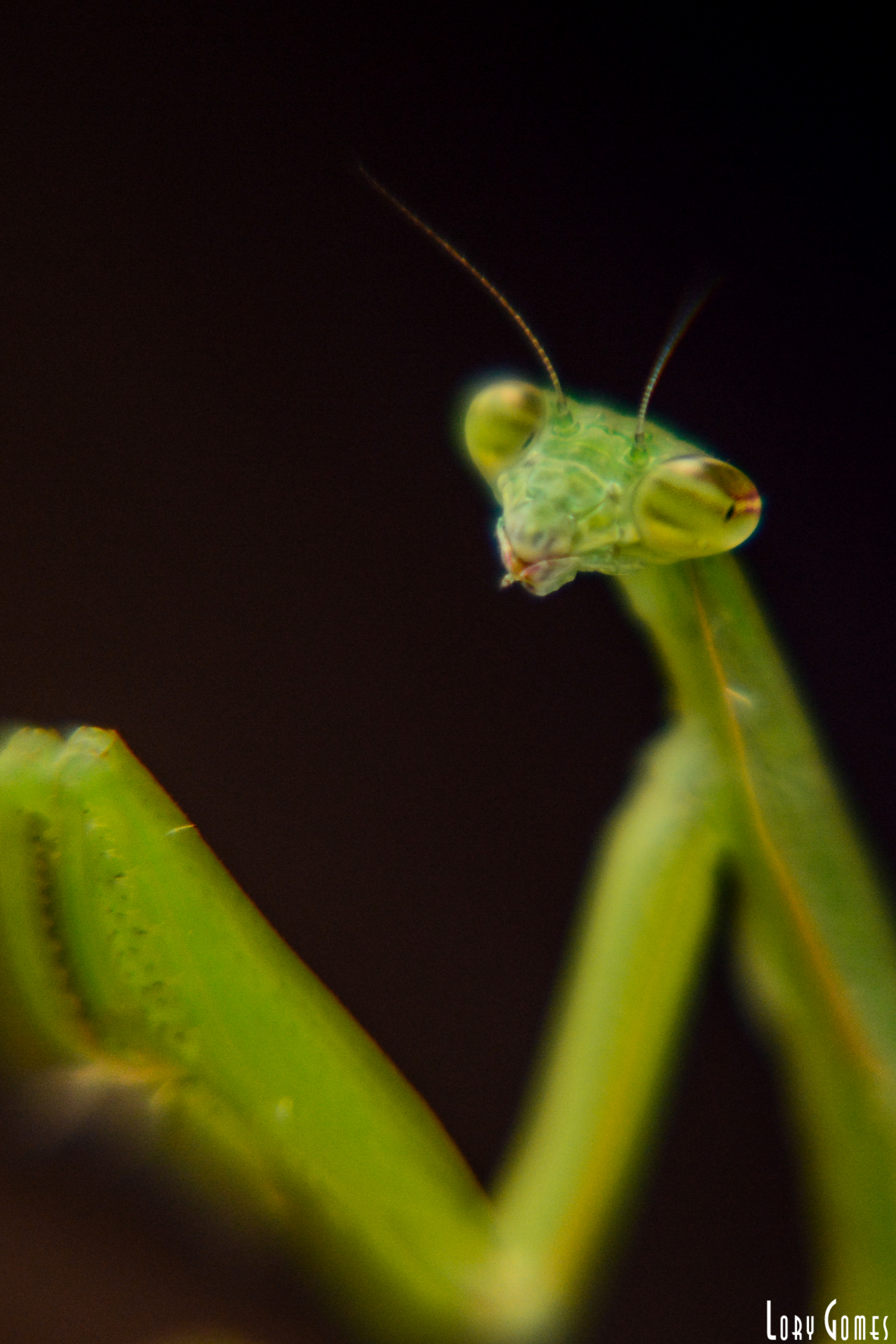
Representante de Polyneoptera

## Taxonomia

### Atuais
As seguintes ordens existentes estão incluídas em Polyneoptera:
- Superordem Dictyoptera:
  - Ordem Blattodea (Baratas e Cupins);
  - Ordem Mantodea (Louva-a-deus);
- Ordem Orthoptera (Gafanhotos, Grilos, Esperanças);
- Ordem Dermaptera (Tesourinhas);
- Ordem Embioptera (web-spinners);
- Ordem Plecoptera (moscas-pedra);
- Ordem Notoptera:
  - Subordem Grylloblattodea (Rastreadores de gelo);
  - Subordem Mantophasmatodea (Gladiadores);
- Ordem Phasmatodea (Bicho-pau);
- Ordem Zoraptera (insetos-anjos).

### Fósseis
Os seguintes grupos fósseis estão incluídos em Polyneoptera:
- Archaeorthoptera (Orthoptera e parentes do grupo-tronco):
  - † Caloneurodea;
  - † Cnemidolestodea (= Cnemidolestida);[3][4]
  - † Gerarópteros;
  - † Titanoptera (viventes do Carbonífero ao Triássico).
    - Ordem Incertae sedis:
      - Família † Cacurgidae (Handlirsch, 1911);
      - Família † Chresmodidae (Haase, 1890[5]);
      - Família † Permostridulidae (Béthoux, Nel, Lapeyrie & Gand, 2003);
      - Família † Protophasmatidae (Brongniart, 1885);
      - Gênero † Chenxiella (Liu, Ren & Prokop, 2009);
      - Gênero † Lobeatta (Béthoux, 2005);
      - Gênero † Longzhua (Gu, Béthoux & Ren, 2011);
      - Gênero † Nectoptilus (Béthoux, 2005);
      - Gênero † Sinopteron (Prokop & Ren, 2007).
- Stem-group Phasmatodea:
  - †família Xiphopteridae (Sharov, 1968);
  - †família Prochresmodidae (Vishnyakova, 1980);
  - †família Aeroplanidae (Tillyard, 1918);
  - †família Cretophasmatidae (Sharov, 1968);
  - †família Aerophasmatidae (Martynov, 1928)
- Stem-group Dermaptera:
  - † Protelytroptera;
- †" Grylloblattida "
  - † Geinitziidae;
  - † Juraperlidae;
  - † Bajanzhargalanidae.
- † Eoblatida;
- † Paoliida;[6]
- † Protortópteros;
- † Família Magicivenidae.[7]

## Filogenia
O seguinte cladograma é baseado na filogenia molecular desenvolvida por Wipfler et al. 2019:

|  | Zoraptera (insetos-anjos) |
|  |                           |
|  | Dermaptera (tesourinhas)  |
|  |                           |

|  | Grylloblattodea (rastreadores de gelo) |
|  |                                        |
|  | Mantophasmatodea (gladiadores)         |
|  |                                        |

|  | Phasmatodea (bicho-pau)  |
|  |                          |
|  | Embioptera (webspinners) |
|  |                          |

|  | Grylloblattodea (rastreadores de gelo) |
|  |                                        |
|  | Mantophasmatodea (gladiadores)         |
|  |                                        |

|  | Phasmatodea (bicho-pau)  |
|  |                          |
|  | Embioptera (webspinners) |
|  |                          |

|  | Mantodea (louva-deus)        |
|  |                              |
|  | Blattodea (baratas e cupins) |
|  |                              |

|  | Grylloblattodea (rastreadores de gelo) |
|  |                                        |
|  | Mantophasmatodea (gladiadores)         |
|  |                                        |

|  | Phasmatodea (bicho-pau)  |
|  |                          |
|  | Embioptera (webspinners) |
|  |                          |

|  | Grylloblattodea (rastreadores de gelo) |
|  |                                        |
|  | Mantophasmatodea (gladiadores)         |
|  |                                        |

|  | Phasmatodea (bicho-pau)  |
|  |                          |
|  | Embioptera (webspinners) |
|  |                          |

|  | Mantodea (louva-deus)        |
|  |                              |
|  | Blattodea (baratas e cupins) |
|  |                              |

|  | Grylloblattodea (rastreadores de gelo) |
|  |                                        |
|  | Mantophasmatodea (gladiadores)         |
|  |                                        |

|  | Phasmatodea (bicho-pau)  |
|  |                          |
|  | Embioptera (webspinners) |
|  |                          |

|  | Grylloblattodea (rastreadores de gelo) |
|  |                                        |
|  | Mantophasmatodea (gladiadores)         |
|  |                                        |

|  | Phasmatodea (bicho-pau)  |
|  |                          |
|  | Embioptera (webspinners) |
|  |                          |

|  | Mantodea (louva-deus)        |
|  |                              |
|  | Blattodea (baratas e cupins) |
|  |                              |

|  | Grylloblattodea (rastreadores de gelo) |
|  |                                        |
|  | Mantophasmatodea (gladiadores)         |
|  |                                        |

|  | Phasmatodea (bicho-pau)  |
|  |                          |
|  | Embioptera (webspinners) |
|  |                          |

|  | Grylloblattodea (rastreadores de gelo) |
|  |                                        |
|  | Mantophasmatodea (gladiadores)         |
|  |                                        |

|  | Phasmatodea (bicho-pau)  |
|  |                          |
|  | Embioptera (webspinners) |
|  |                          |

|  | Mantodea (louva-deus)        |
|  |                              |
|  | Blattodea (baratas e cupins) |
|  |                              |

|  | Grylloblattodea (rastreadores de gelo) |
|  |                                        |
|  | Mantophasmatodea (gladiadores)         |
|  |                                        |

|  | Phasmatodea (bicho-pau)  |
|  |                          |
|  | Embioptera (webspinners) |
|  |                          |

|  | Grylloblattodea (rastreadores de gelo) |
|  |                                        |
|  | Mantophasmatodea (gladiadores)         |
|  |                                        |

|  | Phasmatodea (bicho-pau)  |
|  |                          |
|  | Embioptera (webspinners) |
|  |                          |

|  | Mantodea (louva-deus)        |
|  |                              |
|  | Blattodea (baratas e cupins) |
|  |                              |

|  | Grylloblattodea (rastreadores de gelo) |
|  |                                        |
|  | Mantophasmatodea (gladiadores)         |
|  |                                        |

|  | Phasmatodea (bicho-pau)  |
|  |                          |
|  | Embioptera (webspinners) |
|  |                          |

|  | Grylloblattodea (rastreadores de gelo) |
|  |                                        |
|  | Mantophasmatodea (gladiadores)         |
|  |                                        |

|  | Phasmatodea (bicho-pau)  |
|  |                          |
|  | Embioptera (webspinners) |
|  |                          |

|  | Mantodea (louva-deus)        |
|  |                              |
|  | Blattodea (baratas e cupins) |
|  |                              |

|  | Grylloblattodea (rastreadores de gelo) |
|  |                                        |
|  | Mantophasmatodea (gladiadores)         |
|  |                                        |

|  | Phasmatodea (bicho-pau)  |
|  |                          |
|  | Embioptera (webspinners) |
|  |                          |

|  | Grylloblattodea (rastreadores de gelo) |
|  |                                        |
|  | Mantophasmatodea (gladiadores)         |
|  |                                        |

|  | Phasmatodea (bicho-pau)  |
|  |                          |
|  | Embioptera (webspinners) |
|  |                          |

|  | Mantodea (louva-deus)        |
|  |                              |
|  | Blattodea (baratas e cupins) |
|  |                              |

|  | Grylloblattodea (rastreadores de gelo) |
|  |                                        |
|  | Mantophasmatodea (gladiadores)         |
|  |                                        |

|  | Phasmatodea (bicho-pau)  |
|  |                          |
|  | Embioptera (webspinners) |
|  |                          |

|  | Grylloblattodea (rastreadores de gelo) |
|  |                                        |
|  | Mantophasmatodea (gladiadores)         |
|  |                                        |

|  | Phasmatodea (bicho-pau)  |
|  |                          |
|  | Embioptera (webspinners) |
|  |                          |

|  | Mantodea (louva-deus)        |
|  |                              |
|  | Blattodea (baratas e cupins) |
|  |                              |

|  | Zoraptera (insetos-anjos) |
|  |                           |
|  | Dermaptera (tesourinhas)  |
|  |                           |

|  | Grylloblattodea (rastreadores de gelo) |
|  |                                        |
|  | Mantophasmatodea (gladiadores)         |
|  |                                        |

|  | Phasmatodea (bicho-pau)  |
|  |                          |
|  | Embioptera (webspinners) |
|  |                          |

|  | Grylloblattodea (rastreadores de gelo) |
|  |                                        |
|  | Mantophasmatodea (gladiadores)         |
|  |                                        |

|  | Phasmatodea (bicho-pau)  |
|  |                          |
|  | Embioptera (webspinners) |
|  |                          |

|  | Mantodea (louva-deus)        |
|  |                              |
|  | Blattodea (baratas e cupins) |
|  |                              |

|  | Grylloblattodea (rastreadores de gelo) |
|  |                                        |
|  | Mantophasmatodea (gladiadores)         |
|  |                                        |

|  | Phasmatodea (bicho-pau)  |
|  |                          |
|  | Embioptera (webspinners) |
|  |                          |

|  | Grylloblattodea (rastreadores de gelo) |
|  |                                        |
|  | Mantophasmatodea (gladiadores)         |
|  |                                        |

|  | Phasmatodea (bicho-pau)  |
|  |                          |
|  | Embioptera (webspinners) |
|  |                          |

|  | Mantodea (louva-deus)        |
|  |                              |
|  | Blattodea (baratas e cupins) |
|  |                              |

|  | Grylloblattodea (rastreadores de gelo) |
|  |                                        |
|  | Mantophasmatodea (gladiadores)         |
|  |                                        |

|  | Phasmatodea (bicho-pau)  |
|  |                          |
|  | Embioptera (webspinners) |
|  |                          |

|  | Grylloblattodea (rastreadores de gelo) |
|  |                                        |
|  | Mantophasmatodea (gladiadores)         |
|  |                                        |

|  | Phasmatodea (bicho-pau)  |
|  |                          |
|  | Embioptera (webspinners) |
|  |                          |

|  | Mantodea (louva-deus)        |
|  |                              |
|  | Blattodea (baratas e cupins) |
|  |                              |

|  | Grylloblattodea (rastreadores de gelo) |
|  |                                        |
|  | Mantophasmatodea (gladiadores)         |
|  |                                        |

|  | Phasmatodea (bicho-pau)  |
|  |                          |
|  | Embioptera (webspinners) |
|  |                          |

|  | Grylloblattodea (rastreadores de gelo) |
|  |                                        |
|  | Mantophasmatodea (gladiadores)         |
|  |                                        |

|  | Phasmatodea (bicho-pau)  |
|  |                          |
|  | Embioptera (webspinners) |
|  |                          |

|  | Mantodea (louva-deus)        |
|  |                              |
|  | Blattodea (baratas e cupins) |
|  |                              |

|  | Grylloblattodea (rastreadores de gelo) |
|  |                                        |
|  | Mantophasmatodea (gladiadores)         |
|  |                                        |

|  | Phasmatodea (bicho-pau)  |
|  |                          |
|  | Embioptera (webspinners) |
|  |                          |

|  | Grylloblattodea (rastreadores de gelo) |
|  |                                        |
|  | Mantophasmatodea (gladiadores)         |
|  |                                        |

|  | Phasmatodea (bicho-pau)  |
|  |                          |
|  | Embioptera (webspinners) |
|  |                          |

|  | Mantodea (louva-deus)        |
|  |                              |
|  | Blattodea (baratas e cupins) |
|  |                              |

|  | Grylloblattodea (rastreadores de gelo) |
|  |                                        |
|  | Mantophasmatodea (gladiadores)         |
|  |                                        |

|  | Phasmatodea (bicho-pau)  |
|  |                          |
|  | Embioptera (webspinners) |
|  |                          |

|  | Grylloblattodea (rastreadores de gelo) |
|  |                                        |
|  | Mantophasmatodea (gladiadores)         |
|  |                                        |

|  | Phasmatodea (bicho-pau)  |
|  |                          |
|  | Embioptera (webspinners) |
|  |                          |

|  | Mantodea (louva-deus)        |
|  |                              |
|  | Blattodea (baratas e cupins) |
|  |                              |

|  | Grylloblattodea (rastreadores de gelo) |
|  |                                        |
|  | Mantophasmatodea (gladiadores)         |
|  |                                        |

|  | Phasmatodea (bicho-pau)  |
|  |                          |
|  | Embioptera (webspinners) |
|  |                          |

|  | Grylloblattodea (rastreadores de gelo) |
|  |                                        |
|  | Mantophasmatodea (gladiadores)         |
|  |                                        |

|  | Phasmatodea (bicho-pau)  |
|  |                          |
|  | Embioptera (webspinners) |
|  |                          |

|  | Mantodea (louva-deus)        |
|  |                              |
|  | Blattodea (baratas e cupins) |
|  |                              |

|  | Grylloblattodea (rastreadores de gelo) |
|  |                                        |
|  | Mantophasmatodea (gladiadores)         |
|  |                                        |

|  | Phasmatodea (bicho-pau)  |
|  |                          |
|  | Embioptera (webspinners) |
|  |                          |

|  | Grylloblattodea (rastreadores de gelo) |
|  |                                        |
|  | Mantophasmatodea (gladiadores)         |
|  |                                        |

|  | Phasmatodea (bicho-pau)  |
|  |                          |
|  | Embioptera (webspinners) |
|  |                          |

|  | Mantodea (louva-deus)        |
|  |                              |
|  | Blattodea (baratas e cupins) |
|  |                              |

## Informações Adicionais
- Lista de gêneros de Orthopteroid contendo espécies registradas na Europa.